# Ginan
Cet article concerne le bourg du Japon. Pour l'étoile ainsi nommée, voir Epsilon Crucis.
Ginan (岐南町, Ginan-chō) est un bourg du district de Hashima, dans la préfecture de Gifu, au Japon.

## Géographie

### Situation
Ginan est situé dans le sud de la préfecture de Gifu, dans la banlieue sud-est de la capitale préfectorale, Gifu.

## Démographie
D'après les données de recensement japonaise, la population de Ginan a augmenté (voire doublé) durant les quarante dernières années
| Année de recensement | Population (hab.) |
| -------------------- | ----------------- |
| 1970                 | 11 603            |
| 1980                 | 18 309            |
| 1990                 | 20 696            |
| 2000                 | 22 137            |
| 2010                 | 23 804            |

Au 1er février 2016, la population de Ginan s'élevait à 24 911 habitants répartis sur une superficie de 7,91 km2.

## Histoire
Le territoire autour de Ginan faisait partie de la province d'Owari jusqu'à ce que le cours de la rivière Kiso soit changé en 1586. Après cela, le territoire a été rattaché à la province de Mino. Durant l'époque d'Edo, le territoire a été partagé entre le domaine d'Owari et de nombreux hatamoto.

## Économie
L'économie locale est basée sur l'agriculture (riz, légumes, lait) et les produits de l'industrie légère (produits chimiques, composés d'ordinateurs).